# Survivor Series (2018)
Survivor Series 2018 a fost ce-a de-a treizecișidoua ediție a pay-per-view-ului anual Survivor Series organizat de WWE. A avut loc pe data de 18 noiembrie 2018 în arena Staples Center din Los Angeles, California.

## Rezultate
- Pre-Show: Team SmackDown (The Usos (Jey Uso și Jimmy Uso), The New Day (Big E ți Xavier Woods), Sanity (Eric Young și Killian Dain), Luke Gallows și Karl Anderson, și The Colóns (Epico Colón și Primo Colón)) (însoțiți de Kofi Kingston și Alexander Wolfe) i-au învins pe Team Raw (Bobby Roode și Chad Gable, The Revival (Dash Wilder și Scott Dawson), The B-Team (Bo Dallas și Curtis Axel), Lucha House Party (Lince Dorado și Kalisto/Gran Metalik), și The Ascension (Konnor și Viktor) într-un 10-on-10 Survivor Series tag team elimination match (22:20)
  - Jimmy Uso l-a eliminat pe Scott Dawson după un «Uso Splash».
- Team Raw (Mickie James, Nia Jax, Tamina, Bayley, și Sasha Banks) (însoțite de Alexa Bliss) l-ea învins pe Team SmackDown (Naomi, Carmella, Sonya Deville, Asuka, și Mandy Rose) într-un 5-on-5 Survivor Series elimination match (18:50)
  - Jax a eliminat-o pe Asuka după un «Samoan Drop».
- Seth Rollins (Campionul Intercontinental) l-a învins pe Shinsuke Nakamura (Campionul Statelor Unite) (21:50)
  - Rollins l-a numărat pe Nakamura după un «Curb Stomp».
- AOP (Akam și Rezar) (Campioni pe echipe din Raw) (însoțiți de Drake Maverick) i-au învins pe The Bar (Cesaro și Sheamus) (Campioni pe echipe din SmackDown) (însoțiți de Big Show) (9:00)
  - Rezar l-a numărat pe Sheamus după un «Sitout Powerbomb».
  - În timpul meciului, Maverick a intervenit în favorea lui AOP.
- Buddy Murphy (c) l-a învins pe Mustafa Ali păstrându-și campionatul WWE Cruiserweight Championship (12:20)
  - Murphy l-a numărat pe Ali după un «Murphy's Law».
- Team Raw (Dolph Ziggler, Drew McIntyre, Braun Strowman, Finn Bálor, și Bobby Lashley) (însoțiți de Baron Corbin și Lio Rush) au învins Team SmackDown (The Miz, Shane McMahon, Rey Mysterio, Samoa Joe, și Jeff Hardy) într-un 5-on-5 Survivor Series elimination match[1] (24:00)
  - Strowman l-a eliminat pe McMahon după un «Running Powerslam».
  - Supraviețuitori echipei din Raw au fost Braun Strowman, Drew McIntyre și Bobby Lashley.
  - După meci, Corbin l-a atacat pe Strowman.
- Ronda Rousey a învins-o pe Charlotte prin descalificare[2] (14:40)
  - Charlotte a fost descalificată după ce a atacat-o pe Rousey cun un băț de kendo.
  - În mod original, Becky Lynch era rivala lui Rousey pentru eveniment, dar a fost înlocuită de Charlotte după o accidentare.
- Brock Lesnar (Campion Universal) (însoțit de Paul Heyman) l-a învins pe Daniel Bryan (Campion WWE)[3] (18:50)
  - Lesnar l-a numărat pe Bryan după un «F-5».
  - Campionatele nu erau puse în joc.